# Hal De Forrest
Hal De Forrest (auch: De Forest) (* 30. November 1861 in Porto, Portugal; † 16. Februar 1938 in New York City, New York, USA) war ein Theater- und Stummfilm-Schauspieler in den USA.

## Leben und Wirken
Hal De Forest wurde 1861 in der Hafenstadt Oporto in Portugal als Aloysius Joseph De Sylva geboren. Er wanderte nach Amerika aus, wo er den Beruf des Schauspielers ergriff. Den Namen Hal De Forest legte er sich als Varietékünstler zu; eine Karriere, die er zugunsten einer Ehe mit Georgetta Miles Gard auf Wunsch ihres Vaters George E. Gard aufgab. Als Polizeichef von Azusa im Los Angeles County erwartete dieser von seinem Schwiegersohn einen respektablen Beruf. Nach seiner Eheschließung am 21. Mai 1894 studierte De Forest Jura und wurde Anwalt. Die Ehe hielt nicht, und die 17-jährige Georgetta kehrte mit ihrem 1895 in New York City geborenen Sohn George G. „Buddy“ DeSylva nach Los Angeles zurück. Dieser wurde später zum Songwriter, Drehbuchautor und Mitbegründer der Schallplattenfirma Capitol.
Als Schauspieler wirkte Hal De Forest um 1907/1908 in Bühnenstücken am Broadway mit und stand zwischen 1915 und 1922 beim Stummfilm vor der Kamera. Den Künstlernamen, der eine Übersetzung von De Sylva ins Englische darstellt, behielt er bei.
Er arbeitete unter Regisseuren wie Kenean J. Buel, dem irischstämmigen Herbert Brenon, dem Kanadier James Gordon Edwards und dem Australier Paul Scardon.
Unter seinen Filmen waren ein Morality Play in zwei Akten, in welchem er den Charakter Work (Die Arbeit) verkörperte, aber auch Verfilmungen literarischer Stoffe von George Allan England, Emile Zola und Alexandre Dumas dem Älteren. Mit dem australischen Schwimm-Star Annette Kellermann zusammen trat er 1916 in dem phantastisch-erotischen Streifen A Daughter of the Gods in der Rolle eines Sultans auf.
Im selben Jahr spielte er in The Toy Soldier einen Spielzeugmacher.
Nach neun Filmen setzte er sich im Alter von 60 Jahren zur Ruhe.
Aloysius Joseph De Sylva starb 1938 im Alter von 76 Jahren in New York City.

## Auf der Bühne
- 1907: The Vanderbilt Cup. Musical Comedy von Sydney Rosenfeld. Aufgeführt am New York Theatre, 7. Januar 1907 bis April 1907, danach 48 Vorstellungen im Grand Opera House ab 1. April 1907.[7]
- 1908: A Gentleman From Mississippi. Comedic play von Harrison Rhodes und Thomas A. Wise. Aufführungen am Broadway im Bijou Theatre ab 28. September 1908 (407 Vorstellungen) und auf dem Dachgarten des New Amsterdam Theatre während des Sommers 1909.[8]

## Filmographie
- 1915: Everygirl (Morality Play in 2 Akten. Rolle: “Die Arbeit”)
- 1915: The Mystery of the Man Who Slept (Rolle: Roland Andrews, Vorarbeiter)
- 1915: Larry O’Neill, Gentleman
- 1915: The Alibi [nach dem Roman von George A. England] (Rolle: James Herbert, Ehemann)
- 1916: The Marble Heart [nach dem Roman “Thérèse Raquin” von Emile Zola]
- 1916: The Toy Soldier (Rolle: Spielzeugmacher)
- 1916: A Daughter of the Gods (Rolle: Sultan)
- 1917: Tangled Lives
- 1922: A Stage Romance [nach dem Schauspielerdrama “Kean” von Alexandre Dumas d. Ä.] (Rolle: Old Bob)